# Bollullos de la Mitación (kommunhuvudort)
Bollullos de la Mitación är en kommunhuvudort i Spanien.   Den ligger i provinsen Provincia de Sevilla och regionen Andalusien, i den sydvästra delen av landet, 400 km sydväst om huvudstaden Madrid. Bollullos de la Mitación ligger 87 meter över havet och antalet invånare är 6 499.
Terrängen runt Bollullos de la Mitación är platt. Runt Bollullos de la Mitación är det ganska tätbefolkat, med 192 invånare per kvadratkilometer. Närmaste större samhälle är Sevilla, 15,2 km öster om Bollullos de la Mitación. Trakten runt Bollullos de la Mitación består till största delen av jordbruksmark.